# Androcorys gracilis
Androcorys gracilis es una especie de orquídea de hábito terrestre originaria de Asia.

## Descripción
Es una orquídea de un tamaño pequeño, que prefier el clima fresco a frío con hábito creciente terrestre o litofita y con un tubérculo fusiforme, dando lugar a un tallo erecto con algunas vainas basales y con una sola hoja, oval, obtusa, de base peciolada. Florece en el verano en una inflorescencia erguida, esbelta, desnuda, de 10 a 15 cm de largo, con algunas flores dispersas.

## Distribución y hábitat
Se encuentra en el Himalaya oriental y el Himalaya chino a gran altitud.

## Taxonomía
Androcorys gracilis fue descrito por (King & Pantl.) Schltr. y publicado en Notizblatt des Botanischen Gartens und Museums zu Berlin-Dahlem 7: 397. 1920.
Etimología
Androcorys: nombre genérico que deriva del griego: ἀνδρό andro = "macho" y κόρυς korys = "casco", ya que los pétalos forman un casco en el estambre.
gracilis: epíteto latino que significa "delgada, esbelta".
- Herminium gracile King & Pantl.
- Monorchis gracilis (King & Pantl.) O.Schwarz	[1][5][6]